# 장백단

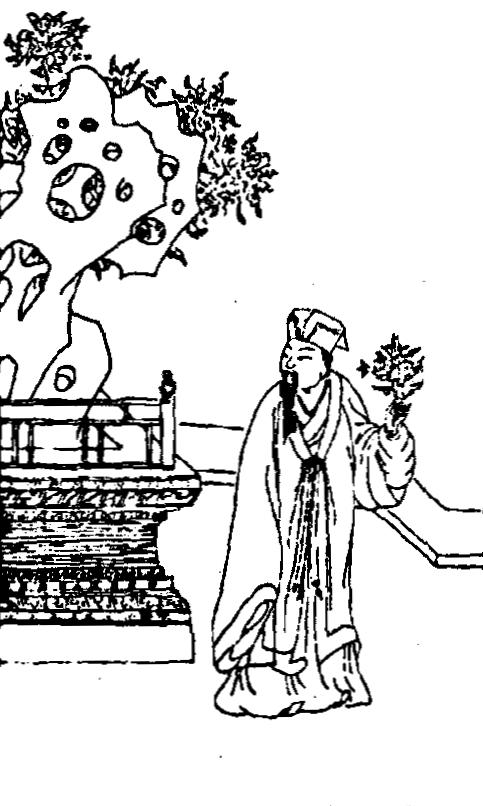
장백단

장백단（張伯端, 987년 - 1082년）은 북송(北宋)말의 도사이다. 천태영락가(天台纓絡街)(현재의 절강성(浙江省) 천태현(天台縣)의 사람이다. 일명 용성(用成), 자는 평숙(平叔), 호는 자양(紫陽)이다. 훗날 자양진인(紫陽眞人)이라 존칭되어 전진도(全眞道)의 남오조(南五祖) 초대(初代)로 여겨진다.

## 생애
젊은 시절부터 도교에 친숙하였으며 젊어서 과거공부를 하며 유・불・삼교의 교적을 섭렵하고 형법(刑法)・서산(書算)・의술과점복・병법・천문・지리・길흉사생(吉凶死生)의 재주에도 정통하였으나 금단(金丹)법에 대해서는 비결을 얻지 못한 채였다. 부리(府吏)로서 근무하고 있을 때 화소문서율(火焼文書律)을 접함으로써 수잠남(戍岑南)으로 파견 되었다.치평년간 (1064년-1067년)에 용도각직학사(龍図閣直学士)인 육선(陸詵)을 수행하여 계림 (桂林) 에서 청상도 (成都)로 전임하였다.
회녕(熙寧)2년（1069년）에 성도에서 마침내 진인(真人)-일설에는 유해섬(劉海蟾)을 만나 금액환단화후(金液還丹火候)의 비결을 전수받고 -일설에는 청성장인(青城丈人)을 만나 금액환단의 비법을 얻었다고-모든것을 이해할 수 있었다. 이로 인해 금단이 만들어져 본원진각(本源真覚)의 성을 깊이 연구하여 도(道)도를 깨닫고 용성(用成) 이라 개명하고 호는자양(紫陽)이라 하였다.
수련을 성취한 후 희녕8년（1075년）에『오진편悟真篇』을 저술하였다. 이 단경은 후세에 『주역참동계(周易参同契)』（zh）와 아울러 내단의 고전이 되었다. 『금단사백자(金丹四百字)』『옥청금사청화비문금보내련단결(玉清金笥青華秘文金宝内煉丹訣)』을   포함하여 그의 저술로 간주되는 단경은 도장에 담겨있다. 『연세진선체도통감(歴世眞仙體道通鑑)』（zh）사십구권에 전하는 바에 의하면 그 공은 상당히 높아 양신(陽神)을 부를수도 있으며 앉은채 신을 불러 천리나 떨어진 양주(揚州)의 귀한 꽃을 따온적이 있다고 한다. 모이면 형태를 띠지만 흩어지면 기가 되는 것이 양신이다. 『오진편』을 쓴 7년후의 元원풍(元豊) 5년（1082년）장백단은 96세에 몰하였다. 가부좌(跌坐)를 튼채로 서거하였다고 한다.

## 사상과 도통
칠언절구등의 한시로 쓰여진 『오진편 悟真篇』의 은유가 가득한 난해한 문장이 의도하는 바는 도가와 불가와 유교는 가르침은 비록 다르지만 그 길은 하나로 통한다고 생각하여 성명의 수련이라는 관점으로부터 삼교의 사상을 융합시켰다.  수양은 불가처럼 정신을 수양하는 성공(性功)만으로는 육체의 속박을 피할 수 없어 번뇌(煩悩)가 남으며, 육체의 수양인 명공(命功)만으로는 마음이 무명(迷妄)을 떠나지 못 함으로 수명(修命)과 수성(修性)은 뗄래야 뗄 수 없는 관계이기 때문에 둘을 겸하여 수련함이야말로 사생(死生)의 진실을 구하는 최상승의 법이라 하여 성명쌍수（性命双修）（zh）를 제창하였다. 그 수련은 먼저 명공을 닦은 후에 심성을 궁구하는 선명후성의 단법이다. 불가의 돈오원통(頓悟円通). 진여불성(真如覺性)에 의해 구극공적(究極空寂)의 본원으로 돌아가는 것을 통하여 연신환허(煉神還虚)의 오의(奥義)를 해석하였다.
장백단은 선(禅)심취하여 운문종(雲門宗)의 설두중현(雪竇重顕)에게 사사하였다고 한다. 선의 등사(燈史)중 하나인 『가태보정록(嘉泰普灯録)』권24에는 「응화성현(応化聖賢)」의 한사람으로서 장백단전을 수록하고 있다.
남송(南宋）이후 전진의 조사(祖師)로 책봉되어 자양진인(紫陽真人)이라 존칭되었다. 좌선견성(打坐見性）을 도입한 그 단법은 남송 이후에 북송. 남송（南宋) 등으로 나뉘어 내단도의 규범으로서 영향을 미쳤다.
도통은 장백단으로부터 석태(石泰) - 설도광(薛道光) - 진무(陳楠) – 백옥섬(白玉蟾)으로 계승되어 이 다섯은 송대이후의 내단도사로부터 남오조 (南五祖)（zh）라 칭해졌다. 왕중양(王重陽)의 북송에(北宗)（zh）대하여 장백단의 법계는 전진교(全真教)의 남종 (南宗)（zh）이라 불리었다. 장백단 - 유영년(劉永年) - 옹보광(翁葆光)의 계보도 있다고 한다.

## 저작
- 『오진편 (悟真篇)』
- 『금단사백자 (金丹四百字)』
- 『옥청금사청화비문금보내연단결 (玉清金笥青華秘文金宝内煉丹訣)』

## 전기자료
- 『역세진선체도통감 (歴世眞仙體道通鑑)』
- 『고금도서집성 (古今圖書集成)』
- 『임해현지 (臨海縣志)』